# Werkwoordserialisering
Werkwoordserialisering is het verschijnsel dat twee of meer werkwoorden in dezelfde zin zonder voegwoord naast elkaar worden gezet, in feite een vorm van asyndeton. De constructie lijkt enigszins op een Nederlandse werkwoordstapeling, maar doordat ze meer functies heeft - behalve de werkwoorden kunnen bijvoorbeeld ook het onderwerp en het lijdend voorwerp impliciet worden genoemd in een werkwoordserialisering - biedt ze veel meer mogelijkheden dan werkwoordstapelingen in het Nederlands. Het procedé biedt bijvoorbeeld tal van mogelijkheden tot het vormen van samengestelde zinnen. Er wordt in feite meer gezegd dan er eigenlijk staat.
Werkwoordserialisering gebeurt met name in isolerende talen in Afrika en Azië, zoals de Chinese talen, het Thai, Khmer, Vietnamees, Yoruba, Nupe en Igbo. Ook de Papoeatalen van Nieuw-Guinea kennen het verschijnsel.

## Voorbeeld
Het volgende voorbeeld toont een werkwoordserialisering in het Vietnamees:
| Muốn                                                                                 | biết  | được   | thua      | phải   | đi   | hỏi.   |
| willen                                                                               | weten | winnen | verliezen | moeten | gaan | vragen |
| "Als (u) wilt weten of (u) heeft gewonnen of verloren, moet (u) gaan en het vragen". |       |        |           |        |      |        |